# Stockholm Syndrome
Stockholm Syndrome — песня британской альтернативной рок-группы Muse с их третьего альбома Absolution. Издана первым синглом с этого альбома. 
Песня была выпущена как сингл только для загрузки через официальный веб-сайт Muse. При записи клипа использовалась тепловая камера. Альтернативный клип был сделан для США: на видео изображено выступление группы на фиктивном ток-шоу.
В марте 2005 года журнал Q поместил «Stockholm Syndrome» на 44 место в списке 100 величайших гитарных хитов планеты. На концерте песня часто играется вместе с  «Plug In Baby», поскольку обе песни имеют схожее звучание и темпы.
8 мая 2008 года песня вышла в составе контента для Guitar Hero III: Legends of Rock.

## Лирика
Стокгольмский синдром — психологическое состояние, возникающее при захвате заложников, когда заложники начинают симпатизировать и даже сочувствовать своим захватчикам или отождествлять себя с ними. Если террористов удаётся схватить, то бывшие заложники, подверженные стокгольмскому синдрому, могут активно интересоваться их дальнейшей судьбой, просить о смягчении приговора, посещать в местах заключения и т. д.
Авторство термина приписывают криминалисту Нильсу Бейеруту, который ввёл его во время анализа ситуации, возникшей в Стокгольме во время захвата заложников в августе 1973 года. Но желание заложника защитить своего захватчика или вообще «объединиться с ним» в общем было известно задолго до стокгольмских событий, давших название «синдрому заложника».